# 유당 (수호전)

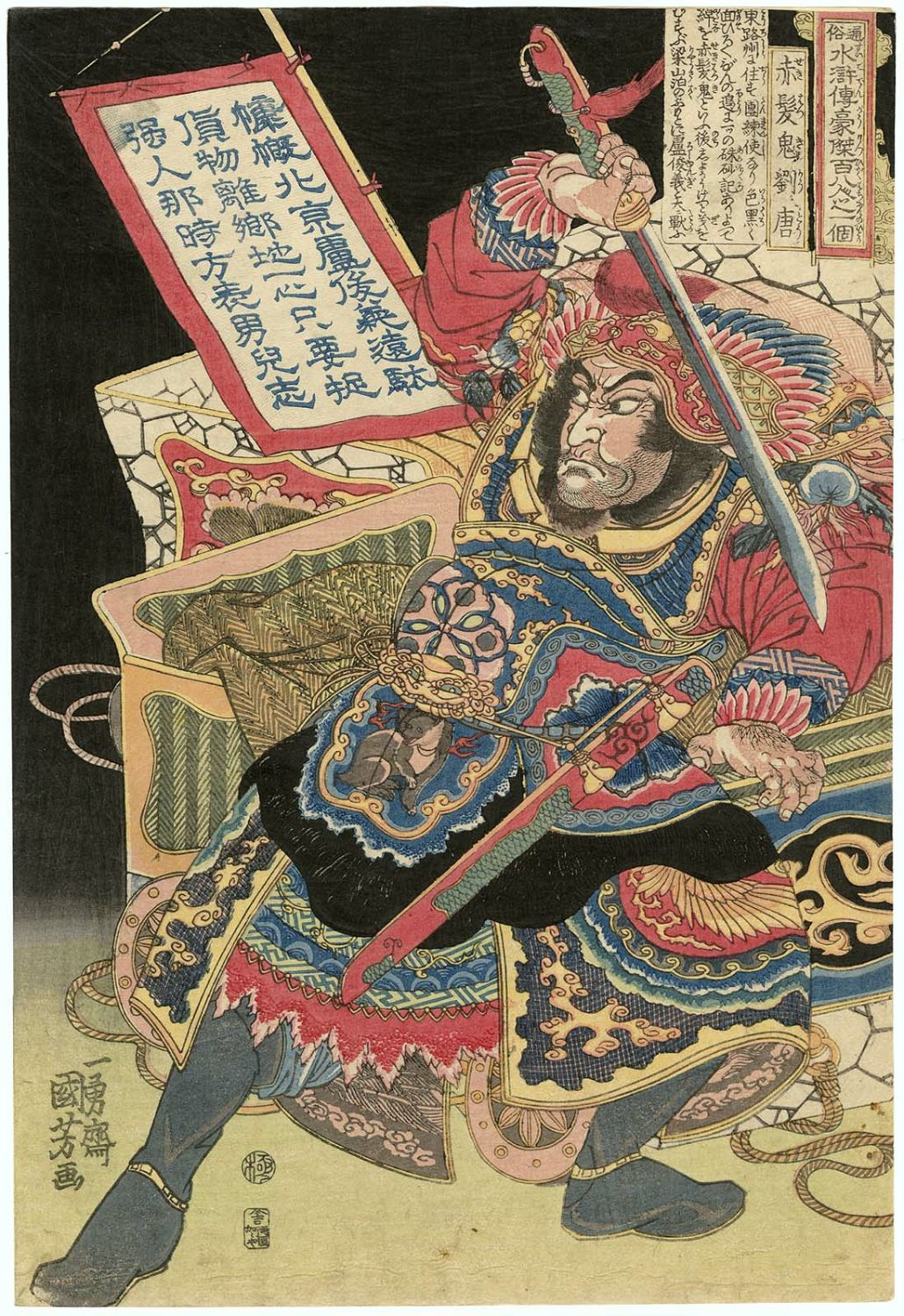
우타가와 구니요시가 그린 유당 우키요에

유당(중국어 정체자: 劉唐 류탕[*])은 중국의 사대기서 중 하나인 《수호전》에 등장하는 인물로, 108성 중 21위이자 천강성(天罡星)의 천이성(天異星)에 해당한다. 얼굴에 붉은 사마귀가 있고 그곳에서 붉은 머리카락이 자란다 하여 적발귀(赤髮鬼)라는 별호로 불린다. 박도(朴刀)의 명수로, 양산박(梁山泊) 제일의 실력을 자랑한다.

## 생애
노주(潞州) 출신으로 고아로 자랐으며, 협객으로 전국 각지를 떠돌아다녔다. 이후 북경(北京) 대명부의 유수사(留守使)인 양세걸(梁世傑)이 자신의 장인인 채경(蔡京)의 생일 선물로 생신강(生辰綱)을 보내려고 하며, 사실은 그것이 10만 관의 뇌물이라는 것을 깨달은 유당은 이에 분노하여 이를 강탈하려는 계획을 세웠지만 혼자서는 불가능했기에 의협심이 강하고 인망이 높기로 유명한 제주(濟州) 동계촌(東溪村)의 촌장(村長)인 조개(晁蓋)에게 도움을 요청하기로 했다.
그 뒤 유당은 곧바로 동계촌으로 가 한밤중에 도착했으며, 그곳에 있던 사당에 들어가 잠을 첨했다. 그러나 유당이 험상궂은 외관을 하고 있었던 탓에 순찰을 돌고 돌아가는 길이었던 뇌횡(雷橫)에게 수상한 사람으로 몰려 결박당한다. 이에 유당은 순간적으로 꾀를 내어 자신을 조개의 조카라고 거짓말을 했으며, 이에 뇌횡은 이를 확인하기 위해 유당을 조개의 집으로 데리고 갔다. 조개는 유당과는 초면이었지만 유당을 구해주기로 마음먹었으며, 뇌횡에게 10냥을 주고 유당을 석방시켰다. 이후 유당은 풀려나자마자 조개에게서 10냥을 받아간 뇌횡을 찾아가 10냥을 다시 가져가려고 뇌횡과 싸웠으며, 싸우던 도중 우연히 지나가던 오용(吳用)에 의해 두 사람 모두 저지당한 뒤 유당은 자신을 뒤쫓아 온 조개에게 꾸짖음을 받았다.
이후 유당은 조개에게 자신의 계획을 이야기한 뒤 조개에게 도움을 요청했으며, 조개는 오용과 상의한 뒤 유당의 제의를 수락해 자신들 이외에 공손승(公孫勝), 완소이(阮小二), 완소오(阮小五), 완소칠(阮小七)과 함께 계략을 꾸며 생신강을 탈취했다. 그 뒤 관군의 추격을 피하 양산박(梁山泊)에 몸을 의지하려는 조개를 따하 함께 양산박으로 갔으나, 이전과 마찬가지로 양산박의 두령인 왕륜(王倫)이 자신의 지위 보전을 위해 조개를 받아들이지 않았다. 이에 임충(林冲)이 왕륜을 설득하려 했지만 실패했고, 결국 임충이 왕륜을 살해한 뒤 조개를 새로운 두령으로 삼자 유당 또한 양산박의 일원이 되었다.
그 뒤 유당은 조개의 부탁으로 자신들이 관군으로부터 도주할 수 있도록 도와준 송강(宋江)에게 사례금 100냥과 편지를 전달하는 역할을 맡았으나, 조개가 송강에게 보낸 편지로 인해 송강은 관군으로부터 쫓기는 신세가 되었다. 이후 송강이 관에 자수해 강주(江州)로 유배된 뒤 처형될 위기에 처하자, 유당은 조개 등과 함께 유배지로 가 송강을 구출했다. 그 뒤에는 조개가 양산박을 비웠을 시 요새를 지키는 등의 역할을 수행했으며, 조개가 사망한 뒤에는 양산박 군의 선봉에 서 가장 먼저 적진에 돌진하는 역할을 맡았다. 이후 장청(張淸)과의 전투에서 일대일 대결에서 패해 포로가 되었으나, 공손승의 도움으로 구출되었다.
108성 집결 이후에는 보병군(步兵軍) 두령(頭領) 중 한 명으로 임명되었으며, 관군과의 계속된 전투에서 좋은 활약을 보였다. 이후 조정에서 양산박의 귀순을 권하자 적극적으로 반대했지만, 결국 양산박은 조정에 귀순하였다. 그 뒤 전호(田虎)와의 전투에서 교도청(喬道淸)의 환술로 인해 붙잡혔으나 공손승의 도움으로 구출되었으며, 방랍(方臘)의 난을 진압하는 과정에서
공적을 노리고 가장 먼저 성내로 진입하다가 적군의 함정에 걸려 성문에 깔려 사망했다.

## 대중 문화
영상 매체에서 유당을 연기한 배우는 다음과 같다.
- 량상윈: 영화 《수호전》(1972), 영화 《탕구지》(1975)
- 장원성: 드라마 《핍상양산》(1976)
- 장푸민: 드라마 《수호》(1983)
- 선바오핑: 영화 《완씨삼웅》(1988)
- 타이쭈후이: 드라마 《수호전》(1998)
- 정하오난: 영화 《적발귀유당》(2011)
- 커우잔원: 드라마  《수호전》(2011)
- 멍페이융: 드라마  《무송》(2013)